# JNNスポーツチャンネル
『JNNスポーツチャンネル』（ジェイエヌエヌ スポーツチャンネル、英称：JNN SPORTS CHANNEL）は、TBS（JNN）にて1986年4月から1990年9月までに放送されたスポーツニュース番組。略称は「スポチャン」。

## 番組概要
『JNNスポーツデスク』から10分延長した30分番組として始めた番組で、基本的には『JNNニュースデスク』の前後に放送された。初期にはTBSテレビ（関東）の「JNNスポーツチャンネル6」、CBCテレビ（東海）の「JNNスポーツチャンネル5」、毎日放送（関西）の「JNNスポーツチャンネル4」のように、系列局の親局のチャンネル番号を冠した地域もあった（チャンネル番号を付けない地域（信越放送など）は「JNNスポーツチャンネル」表記であり、TBS側で番宣する際も系列局のチャンネル番号違いに配慮してこちらが使われた）。オープニングでは当日の報じる内容の上にTBSから「JNNスポーツチャンネル」とオープニングロゴを出し、チャンネル名を入れる局ではチャンネル番号のみ自局で入れていた（このためタイトルより若干遅れて表示された）。TBSの中継車には「JNNスポーツチャンネル6」とペイントされたものもあり（主にスポーツ中継用として使用されていた中継車の数台）、これが中継等で映った場合は関東以外の視聴者もこのロゴを見ることができた。
その後一旦1986年10月から『ネットワーク』の放送開始に伴って平日版は休止で土曜・日曜のみとなった。
1987年10月に最終版ニュースが22時台（『ニュース22プライムタイム』→『JNNニュースデスク'88・'89』）に繰り上がったことから全曜日放送復活。ただし平日は20分枠に縮小。チャンネル番号を入れる制度は廃止され、同時にオープニングがCGとなった。
1989年10月に再び平日の最終版ニュースが23時台（『筑紫哲也 NEWS23』）に繰り下がり土曜・日曜のみに戻る。そして、1990年10月から当番組の次に放送されていた『JNNニュース』と共に『JNNスポーツ&ニュース』に統合されることが決まったため、同年9月で放送終了となる。
なお、「スポーツチャンネル」の名称は、平日版の放送終了後に始まった『NEWS23』のスポーツコーナー名として暫くの間引き継がれた（後に「SPORTS23」に改題）。

## 放送時間
（出典：）
| 期間      | 期間      | 月 - 木曜日            | 金曜日                  | 土曜日                  | 日曜日                  |
| --------- | --------- | ---------------------- | ----------------------- | ----------------------- | ----------------------- |
| 1986.4.1  | 1986.9.28 | 23:15 - 23:45 （30分） | 23:45 - 翌0:15 （30分） | 23:45 - 翌0:15 （30分） | 23:00 - 23:30 （30分）  |
| 1986.9.29 | 1987.10.2 | （放送なし）           | （放送なし）            | 23:45 - 翌0:15 （30分） | 23:00 - 23:30 （30分）  |
| 1987.10.3 | 1988.3.27 | 23:30 - 23:50 （20分） | 翌0:00 - 0:20 （20分）  | 23:54 - 翌0:20 （26分） | 23:00 - 23:30 （30分）  |
| 1988.3.28 | 1989.10.1 | 23:30 - 23:50 （20分） | 翌0:00 - 0:20 （20分）  | 23:54 - 翌0:20 （26分） | 23:30 - 翌0:00 （30分） |
| 1989.10.2 | 1990.9.30 | （放送終了）           | （放送終了）            | 23:54 - 翌0:20 （26分） | 23:30 - 翌0:00 （30分） |

## メインキャスター（メインMC）
| 期間 | 期間   | 平日                | 金曜・土曜・日曜 | 金曜・土曜・日曜 |
| --- | ------ | ------------------- | ---------------- | ---------------- |
| 1986.4 | 1986.9 | 荻島正己1、出光ケイ | 松下賢次         | 西村亜紀子       |
| 1986.10 | 1987.3 | （放送なし）        | 小林繁           | 西村亜紀子       |
| 1987.4 | 1987.9 | （放送なし）        | 荻島正己         | 西村亜紀子       |
| 1987.10 | 1988.9 | 小林繁2、出光ケイ   | 定岡正二3        | 西村亜紀子       |
| 1988.10 | 1989.9 | 小林繁2、出光ケイ   | 定岡正二3        | 木場弘子3・4     |
| 1989.10 | 1990.9 | （放送終了）        | 定岡正二3        | 木場弘子3・4     |
| - 1 『ネットワーク』スポーツコーナーも続投。 - 2 『筑紫哲也 NEWS23』も続投。 - 3 『JNNスポーツ&ニュース』も続投。 - 4 1989年10月まで『JNNニュースコープ』を兼務。 |        |                     |                  |                  |

備考
- 平日の放送があった時期のみ、金曜日は土曜日・日曜日のメインキャスターが担当した。
- 松下は1986年10月から『ザ・ベストテン』の司会を担当するため、1986年9月で降板した。
- 荻島は1987年3月まで、小林は1987年4月から『ネットワーク』のスポーツコーナーを担当。当番組の土曜・日曜担当と入れ替わる形となった。
- 1986年4月から1987年9月まで出光ケイ・西村亜紀子不在時の女性キャスターやリポーターでソフイーが出演していた。プロ野球解説として田淵幸一・定岡正二など当時のTBSプロ野球解説者が出演していた。
- 日曜日は1988年4月から1989年9月まで椎野茂がサブキャスターを務めていた。
- 番組開始の1986年4月当時、民放で女性キャスターを使った夜のスポーツニュース番組は当番組のみだった。NHKでは1985年4月に始まった『サンデースポーツスペシャル』で野中ともよ・目加田頼子がキャスターを務めていた。1980年9月から1982年3月までのテレビ朝日『ANNニュースファイナル』ではテレビ朝日アナウンサー（当時）の増山泰子（現在は宮嶋泰子）がスポーツニュースを伝えていた。1987年4月4日からのフジテレビ『プロ野球ニュース』（『FNNニュース工場』『FNN DATE LINE』に内包）では、土曜日・日曜日のキャスターで大島智子（現在は大島さと子）がみのもんたとともに伝えていた。1988年4月1日から平日のキャスターにフジテレビアナウンサー（当時）の野崎昌一とスポーツキャスターの須田珠理、土曜日・日曜日のメインキャスターに、フジテレビアナウンサー（当時）の中井美穂を起用した。1988年以降、NHK・民放各局とも女性のスポーツキャスターが増加した。

## オープニング
- 1986.04 - 1987.09：スカ系の音楽。当初ハ長調だったが、1986年7月頃からは途中からピアノが入るヘ長調のアレンジバージョンに変更（本編エンディングは元々の曲）。

上述の通り、この期間は地域によってチャンネルが違っていたため、（TBSは6、CBCテレビは5、毎日放送は4など）タイトルは全国送出せず、各系列局ごとに送出していた（TBSはCGを用いたアニメーション、TBS以外の系列局は白テロップ）
- 1987.10 - 1989.03：不明

このバージョン以降「スポポポポポポポスポーツチャンネル!」と男性の声が入る。これ以降はタイトルCGもTBSから直接送出されるようになった。
- 1989.04 - 1990.09：不明

平日版終了後も使用継続。

## その他
- 日曜日は1986年4月から1988年3月まで、23:00 - 23:30の枠で他系列番組を放送している局向けに、『JNNニュースデスク』の後続枠で40分遅れの23:40 - 24:10の枠で撮って出しの時差ネット放送をしていた（毎日新聞西部本社1986年8月24日付朝刊ラ・テ欄で確認。RKB毎日放送は23:00 - 23:30に対し、熊本放送は23:40 - 24:10）。『暴れん坊将軍』（テレビ朝日制作）などの時代劇を放送していたIBC岩手放送・北陸放送・宮崎放送や『ミュージックフェア』（フジテレビ制作）を同時ネットしていたテレビ山口なども同様。ただし、長崎放送では『NBCワイド劇場』（テレビ朝日『土曜ワイド劇場』の1日遅れネット）を放送していたため、最初の2年間は日曜日のみ未ネット（『JNNニュースデスク』（1988年10月2日以降は『JNNニュース』）のみ時差放送していた[3]）。1988年4月3日から日曜版も24:20 - 24:50枠で時差ネットを開始した（1990年3月25日迄）[4]。1990年4月1日から日曜版も長崎放送でも同時ネットとなった。（『JNNニュース』も同様。）[5]
- 1987年10月以降、北陸放送ではエンディングの提供部分で初期のテーマ曲を使用していた。
- 阪神甲子園球場（毎日放送の放送対象地域である兵庫県西宮市に所在）で全国高等学校野球選手権大会が開催されていた期間中は、青森県立三沢高等学校の投手時代に大会を湧かせた同局野球解説者の太田幸司が、キャスターに準じる役割で同局のスタジオから放送当日（または前日）の試合結果を伝えていた。ちなみに、太田が使用する毎日放送のスタジオには、「SPORTS CHANNEL 大阪」という番組タイトルロゴのオブジェが設置されていた。
- スポンサーは全編ローカルセールスだったが、TBS・毎日放送では吉野家（1986年当時、店舗は大都市圏のみ）が提供に入っていた。
- ネット局によってスポンサーの有無や数が異なっていたため、オープニングやエンディングの提供クレジット部分に差違がある。静岡放送のようにスポンサーがない局（CMはPT扱い）では、提供クレジットとして使用している各15秒にスポットCMを1本差し込むか、提供が入らないままTBSからのネット受け映像をそのまま流すケースなどまちまち。エンディングについても、青森テレビのようにスポンサーありの場合はブルーバックのフリップに差し替え、スポンサーなしの場合はTBSと同じ、など差違があった。
- TBSではエンドカードにあたる部分で次番組「情報デスクToday」とのクロスプログラムを入れていたが、ネット局では「情報デスクToday」ネット局でもクロスプログラムをネットせず自社でエンドカードを入れる局もあった。
- 1988年4月改編で日曜は30分放送が遅くなり、元々の時間は「紳助・ケントの世界がお呼びです!」になったが、日曜22時台の番組ラストでの「世界～」へのクロスプログラムの中には、全員が「この後は？」と言った後に紳助が「スポーツ・チャンネル！」とボケ、ケントら他の出演者が「違うって！」とツッコミを入れるものもあった。